# Falco severus
Il lodolaio orientale (Falco severus Smith, 1830) è un uccello falconiforme della famiglia dei Falconidi.

## Descrizione
Questa specie di falco è lunga 27–30 cm. Gli esemplari adulti sono ricoperti da un piumaggio color grigio-bluastro sul dorso e castano sul ventre e hanno una sorta di cappuccio nero e la gola chiara. I giovani presentano striature nere sul petto rossiccio ed hanno il dorso chiazzato.

## Distribuzione e habitat
L'areale di questa specie si estende dalla Cina meridionale e da Hainan, attraverso l'Indocina, fino a tutta l'Asia meridionale e l'Australasia, nonché sulle pendici orientali dell'Himalaya.. In Malaysia la sua presenza è registrata solo saltuariamente.

## Biologia
Il lodolaio orientale si nutre soprattutto di insetti. Predilige vivere in foreste ed aree boschive di pianura. Per nidificare utilizza nidi costruiti da altri uccelli su alberi, cornicioni di edifici e pareti rocciose.